# 22-га авіаційна база (Болгарія)
22-га база тактичної авіації (також — авіабаза Безмер; болг. 22-ра авиобаза) — складова ВПС Болгарії.
Розташована в общині Тунджа Ямбольської області на сході країни. Тут базується ескадрилья 1-го винищувального авіакрила, озброєна літаками Су-25. Командувач — полковник Мілен Димитров.

## Історія
22-га база штурмової авіації була створена п'ятого жовтня 1951, а 1955 року сюди перебазовано 22-й винищувальний авіаційний полк з бази у Граф-Ігнатієво.
У 2001 році авіабаза отримала 8 літаків Су-22 з розформованої в рамках «оптимізації» болгарських ВПС авіабази в Добричі, але їх (разом із Су-25, які з кінця 90-х стояли на зберіганні у Безмері) у подальшому планували списати. 2007-го стало відомо, що залишкову ескадрилью Генштаб Болгарії віддає на базу в Граф-Ігнатієво, а власне 22-га база підлягає закриттю. За словами тодішнього (2007—2015) командира бази Димитара Данєва, авіачастину відстояли депутат Мінчо Спасов і заступниця міністра оборони Соня Янкулова.

## Сучасність
Безмерський аеродром є залученим до різноманітних навчань НАТО:
- 2017: «Швидке реагування '17» (англ. Swift Response)[6]
- 2021: «Навчання Спартанців» (англ. European Spartan Exercise)[7]
- 2022: «Навчання Спартанців» (англ. European Spartan Exercise)[8]
- 2023: «Фракійське літо '23» (англ. Thracian Summer 2023)[9]
- 2024: «Фракійська гадюка '24» (англ. Thracian Viper 24)[10] тощо.

У 2018—2022 роках «місцеві» Су-25 передавали на Барановицький аеродром на модернізацію і техобслуговування.